# Moses Simwala
Moses Simwala (Kitwe, Rodesia del Norte, 16 de julio de 1949-Kitwe, Zambia, 19 de septiembre de 1993) fue un futbolista y entrenador de fútbol de Zambia que jugó en la posición de centrocampista.

## Carrera

### Club
Jugó toda su carrera con el Rhokana United de 1966 a 1980, con el que ganó en dos ocasiones la Copa Desafío de Zambia.

### Selección nacional
Jugó para Zambia en 55 ocasiones de 1969 a 1980 y anotó siete goles; participó en los Juegos Olímpicos de Moscú 1980 y en dos ediciones de la Copa Africana de Naciones.

### Entrenador
Dirigió al Nkana FC de 1980 a 1993, con el que fue campeón nacional en ocho ocasiones y 17 copas nacionales.

## Muerte
Simwala comenzó a tener problemas de salud antes de tomar el cargo como entrenador interino de Zambia en enero de 1993, por lo que fue llevado al Nkana Mine Hospital en Kabwe.
El martes 6 de enero deja el hospital con advertencia médica de descansar por una semana para que se recuperara, pero decide inmediatamente unirse al equipo nacionaljunto a su esposa Rhoda. Cuatro días después se enferma nuevamente y es ingresado al Kabwe General Hospital y quedó fuera del viaje de la selección a Tanzania para el partido por la clasificación de CAF para la Copa Mundial de Fútbol de 1994. Chitalu fue el entrenador en el partido en el que Zambia ganó 3–1.
Simwala ocupó más tiempo en el hospital en Kitwe, fue dado de alta pero después regresó luego de que las complicaciones en su salud continuaron con tos y fatiga. La directiva del Nkana FC decidió poner a Ben Bamfuchile como técnico interino hasta que Simwala se recuperara completamente.
En septiembre no pudo hacer el viaje del Nkana FC hacia Ghana para defender la ventaja de un gol ante el Asante Kotoko SC por los cuartos de final de la Copa Africana de Clubes Campeones 1993, el cual terminan perdiendo por 0-3. Al finalizar el partido, a los jugadores les fue informado que Simwala había muerto en el Nkana Mine Hospital temprano en la terde.
Fue enterrado en el Chamboli Cemetery en Kitwe y dejó una viuda con cinco hijos. Uno de sus hijos, Govenda, es futbolista y juega de lateral derecho con el Power Dynamos FC.

## Logros

### Jugador
- Copa Desafío de Zambia (2): 1966, 1968
- Copa Heinrich (2): 1969, 1974

### Entrenador
- Primera División de Zambia (8): 1982, 1985, 1983, 1986, 1988, 1989, 1990, 1992
- Zambia Charity Shield (8): 1982, 1983, 1984, 1985, 1987, 1989, 1990, 1991
- Copa de Zambia (4):  1986, 1989, 1991, 1992
- Copa Desafío de Zambia (1): 1992
- Heroes and Unity Cup (2): 1989, 1990
- Champion of Champions Cup (2): 1986, 1992